# The Great Gay Road (1920)
The Great Gay Road é um filme mudo de drama produzido no Reino Unido, dirigido por Norman MacDonald e lançado em 1920.

## Sinopse
Estrelado por Stewart Rome e Pauline Johnson, conta a estória de Sir Crispin Vickrey que, para terminar a paixão que sua sobrinha sente por um homem mais novo, contrata um vagabundo para fazer as vezes de seu filho desaparecido e, assim, tentar arranjar um casamento entre ambos.